# Jardin botanique du Puech
El Jardín botánico de Le Puech ( en francés : Jardin botanique du Puech) es un jardín botánico privado de 5 hectáreas de extensión, ubicado en la proximidad de Le Puech, Francia.

## Localización
Se encuentra al pie de la meseta de Larzac.
La « Causse du Larzac » es una meseta kárstica al sur del « Massif Central ». Esta es una zona agrícola con ganadería de ovejas, las cuales producen la leche a partir de la que se elabora el conocido queso Roquefort.
Jardin botanique du Puech Code Postal 34700, Le moulin Le Puech, Département de Hérault, Languedoc-Roussillon, France-Francia. 
Planos y vistas satelitales, 43°41′43″N 3°18′54″E / 43.69528, 3.31500
Está abierto al público en los meses cálidos del año, siendo la entrada previa cita. 

## Historia
Las arenas dolomíticas y todos los hábitats asociados a ellos son hábitats únicos para la flora.
Parece, pues, esencial para evitar su alteración por actividades humanas (principalmente la extracción de material) y si es necesario para frenar el cierre de estos entornos pioneros de vegetación leñosa.
El mantenimiento de espacios abiertos y zonas intermedias es un requisito previo para la conservación de determinadas especies de fauna, y de flora. Así mismo el mantenimiento de la actividad pastoral a largo plazo es el principal factor de conservación de la fauna y flora en entornos abiertos.
El jardín botánico actualmente está administrado por propiedad privada.

## Colecciones
Actualmente el jardín botánico alberga especies de árboles frutales y plantas típicas de la cuenca mediterránea.